# Emil Zollhöfer
Emil Zollhöfer, pendant la Seconde Guerre mondiale, est un officier de la Waffen-SS. Il commande, sur le théâtre de combats de Normandie, le 19e régiment de SS-Panzergrenadier, unité composante de la 9e SS-Panzerdivision Hohenstaufen, avec le grade de SS-Obersturmbannführer (Lieutenant-colonel).
Pendant les combats de Caen et au sud de la ville, le SS-Brigadeführer (Général de division) Sylvester Stadler, commandant la division lui confie un kampfgruppen (groupe de combat) regroupant la moitié des forces de la division.
Le kampfgruppen Zollhöfer participe, entre autres, pendant l’opération Spring, à la contre-attaque de l’après-midi du 25 juillet 1944 contre les positions canadiennes sur le village de Verrières.